# Haseki Sultan
Haseki Sultan – tytuł, którego używano w odniesieniu do ulubionej żony sułtana osmańskiego w XVI oraz XVII wieku.
Tytułu użyto po raz pierwszy w XVI wieku, kiedy to sułtan Sulejman Wspaniały nadał go swojej ulubienicy, Rusince o imieniu Hürrem. Wydarzenie to zapoczątkowało tzw. Sułtanat Kobiet - okres w dziejach Turcji, podczas którego faktyczną władzę sprawowały żony oraz matki sułtanów.
Sułtanki o tym tytule pozycją ustępowały tylko Valide Sultan, a na drabinie haremowej stały wyżej niż księżniczki osmańskie. Ponadto, w przypadku śmierci matki sułtana, to Haseki stawała się najważniejszą kobietą w państwie i przejmowała rządy w haremie.
Haseki niejednokrotnie sprawowały faktyczną władzę w Imperium (Nurbanu, Safiye, Kösem), manipulując swoimi mężami i ciesząc się ogromnymi wpływami i władzą.
W przypadku posiadania tytułu Haseki w tym samym czasie przez kilka kobiet, wobec tej, która otrzymała go jako pierwsza używano tytułu Baş Haseki, pozostałe ulubienice winne były jej szacunek i ukłon.
Tytuł Haseki Sultan został później zastąpiony tytułem Kadinefendi, a sułtańskie ulubienice nie odgrywały już tak dużej roli w życiu politycznym Turcji.

## Lista Haseki Sultan
| Imię                             | Pochodzenie             | Lata panowania     | Mąż        | Następca      |
| -------------------------------- | ----------------------- | ------------------ | ---------- | ------------- |
| Hürrem Sultan                    | Rusinka                 | 1534-1558          | Sulejman I | Nurbanu       |
| Afife Nurbanu Sultan             | Wenecjanka              | 1566-1574          | Selim II   | Safiye        |
| Safiye Sultan                    | Albanka                 | 1574-1595          | Murad III  | Kösem         |
| Mahpeyker Kösem Sultan           | Greczynka               | 1605-1617          | Ahmed I    | Ayşe          |
| Ayşe Sultan                      | Nieznane                | 1619-1622          | Osman II   | Ayşe          |
| Baş Haseki Ayşe Sultan           | Greczynka               | 1632-1640          | Murad IV   | Turhan Hatice |
| Nieznana z imienia Haseki Sultan | Nieznane                | 1638-1640          | Murad IV   | Turhan Hatice |
| Baş Haseki Turhan Hatice Sultan  | Rosjanka                | 1642-1648          | Ibrahim I  | Rabia Gülnuş  |
| Hatice Muazzez Sultan            | Nieznane                | początek 1642-1648 | Ibrahim I  | Rabia Gülnuş  |
| Saliha Dilaşub Sultan            | Serbka                  | 1642-1648          | Ibrahim I  | Rabia Gülnuş  |
| Ayşe Sultan                      | Nieznane                | 1645-1648          | Ibrahim I  | Rabia Gülnuş  |
| Mahienver Sultan                 | Prawdopodobnie Rumunka  | 1646-1648          | Ibrahim I  | Rabia Gülnuş  |
| Saçbağlı Sultan                  | Prawdopodobnie Rumunka  | 1646/7-1648        | Ibrahim I  | Rabia Gülnuş  |
| Şivekar Sultan                   | Ormianka                | 1646/7-1648        | Ibrahim I  | Rabia Gülnuş  |
| Telli Hümaşah Sultan             | Prawdopodobnie Gruzinka | 1647-1648          | Ibrahim I  | Rabia Gülnuş  |
| Emetullah Rabia Gülnuş Sultan    | Greczynka               | 1664-1687          | Mehmed IV  | Rabia         |
| Rabia Sultan                     | Nieznane                | 1692-1695          | Ahmed II   | -             |